# シュタイナー学園初等部・中等部・高等部
学校法人 シュタイナー学園初等部・中等部・高等部（シュタイナーがくえんしょとうぶ・ちゅうとうぶ・こうとうぶ）（独：Freie Waldorf Schule in Fujino   英：Fujino Waldorf School ）は、神奈川県相模原市緑区にある私立小学校・中学校・高等学校。
初等部・中等部は緑区名倉、高等部は緑区吉野に所在する。
日本初の全日制シュタイナー学校であり、ルドルフ・シュタイナーの提唱したシュタイナー教育を実践している小中高一貫校である。国際自由ヴァルドルフ教育連盟登録校。
設立当初から、2004年に学校法人格を取得するまでは、東京シュタイナーシューレという校名であった。

## 沿革
シュタイナー学園の前身である東京シュタイナーシューレの設立には、早稲田大学教授の子安美知子が大きく関わっていた。
- 1980年代 - 海外でシュタイナー教育を学んだ教員を中心に、東京で週一回の幼児・小学生クラスと、大人のためのシュタイナー教育勉強会が始まる。
- 1987年 - 東京都新宿区大久保に、1年生1クラス、生徒数8人で、アジア初の全日制シュタイナー学校『東京シュタイナーシューレ』開校。
- 1988年 - 早稲田に校舎を移転。
- 1993年 - 東京都三鷹市井の頭に校舎を移転。なお、この校舎は現在、シュタイナー幼稚園である『ヴァルドルフ キンダーガルテン なのはな園』となっている。
- 1997年 - 三鷹市牟礼に校舎を移転。
- 2001年 - それまでの6年制を延長し、9年制となる。これに伴い校舎を拡張。同年、国内のシュタイナー学校として初めて特定非営利活動法人となる。
- 2004年 - 構造改革特区制度を活用し、特区申請の認可と私立学校審議会の認可を得て、日本国内のシュタイナー学校として初めて学校法人格を取得。同年10月、神奈川県津久井郡藤野町（現・相模原市緑区）の名倉小学校跡地に移転。これと同時に、校名を現在の「学校法人シュタイナー学園」に変更した。
- 2012年1月12日 - 「NPO法人藤野シュタイナー高等学園」という名称の系列校を立ち上げ、学校法人格取得へ向けて準備を進めてきた学校法人シュタイナー学園が、高等部設置認可を取得。
- 2012年3月31日 - 学校法人格を取得したため、藤野シュタイナー高等学園を発展的に解散・閉校。
- 2012年4月 - 相模原市立吉野小学校の跡地に、学校法人シュタイナー学園高等部が開校。これをもって、日本国内の学校法人格をもつシュタイナー学校として初めて、小中高一貫の12年制が完成した。

## 教育の特色
「教育そのものが芸術行為であることが大切」と考えたルドルフ・シュタイナーの教育観、人間観に基づく12年一貫のカリキュラムを実践する。知育偏重ではない子どもの心、体、知性、精神性を含めた全人教育を目指している。
毎朝1時間45分を国語、算数（数学）、理科、社会、フォルメン線描などの科目のうち一つの学習に充てる『エポック授業』が行われている。エポック授業では、3週間ほど特定科目を継続して学習し、しばらく期間を置いて以前学習した部分の続きを学習する。他に、オイリュトミー、手の仕事（手芸）、工芸、水彩画、フォルメン、音楽など、芸術系の科目に重点をおいた教育が行われている。
1987年の設立当初より、1年生から外国語（英語）の授業を行っている。
6・3・3制の学校だが、教育上の分類を1年生から8年生までと、9年生から12年生までの高等部に分類している。
8年生までは原則的に一人の担任が持ち上がる。高等部では各教科の専門教員による授業を行うとともに、社会に出ていく準備のための様々な実習（農業、工業、測量、航海、福祉など）や芸術活動、その発表が学びに盛り込まれている。

## 系列校
かつて初等部・中等部の一部の卒業生の進学先として、隣接する形でNPO法人藤野シュタイナー高等学園があった。高等学校の課程にあたる、10年〜12年生（3学年）が在籍していた。なお、藤野シュタイナー高等学園は学校法人格を有しておらず、高校卒業の資格が得られなかった。そのため、大学や専門学校への進学を目指す生徒は、各自で高等学校卒業程度認定試験（高認）の合格を目指すこととなっていた。
2012年1月12日、学校法人シュタイナー学園が高等学校の設置認可を取得。これに伴う高等部開校のため、NPO法人藤野シュタイナー高等学園は3月31日をもって解散し閉校した。

## 交通
- JR中央本線藤野駅下車

## 著名な出身者
- 斎藤工 - 第2期生として、東京シュタイナーシューレに入学した。小学6年次に転出。
- 村上虹郎

## 関連学校
- いずみの学校初等部・中等部（北海道胆振総合振興局管内に所在するシュタイナー学校）